# (12715) Godin
(12715) Godin est un astéroïde de la ceinture principale.

## Description
(12715) Godin est un astéroïde de la ceinture principale. Il fut découvert le 8 avril 1991 à La Silla par Eric Walter Elst. Il présente une orbite caractérisée par un demi-grand axe de 2,30 UA, une excentricité de 0,19 et une inclinaison de 2,2° par rapport à l'écliptique.

## Compléments